# Thomas Gore Browne
Thomas Gore Browne (ur. 3 lipca 1807 w Aylesbury, zm. 17 kwietnia 1887 w Londynie) – brytyjski żołnierz i administrator kolonialny, w 1851-1868 pełniący szereg stanowisk gubernatorskich.

## Życiorys

### Kariera wojskowa
Pochodził z hrabstwa Buckinghamshire, jego brat Edward Harold Browne był duchownym anglikańskim i doszedł aż do godności biskupa. Młody Thomas w wieku 16 lat wstąpił do British Army, gdzie za sprawą powszechnej wówczas praktyki handlowania stopniami oficerskimi, od razu został chorążym. W 1826 został porucznikiem, w 1829 kapitanem, a w 1834 majorem. W latach 1832–1835 przebywał na Wyspach Jońskich, gdzie był adiutantem brytyjskiego wysokiego komisarza tego terytorium. Dowodził regimentem w czasie I wojny brytyjsko-afgańskiej. W 1842 został brevetowany podpułkownikiem, a w 1845 otrzymał ten stopień na pełnych prawach. 

### Administrator kolonialny

#### Święta Helena i Nowa Zelandia
W 1851 przeszedł na częściowo emeryturę (otrzymywał tylko połowę swego wojskowego wynagrodzenia) i wyjechał na Wyspę Świętej Heleny, której został cywilnym i wojskowym gubernatorem. Głównym wyzwaniem, z którym przyszło mu się zmierzyć w tej małej kolonii, było niedostateczne zaopatrzenie w wodę pitną. W 1854 otrzymał znacznie poważniejszy urząd gubernatora Nowej Zelandii, który z uwagi na długą podróż objął we wrześniu kolejnego roku. Rok później Nowa Zelandia otrzymała autonomię i znaczna część dotychczasowych prerogatyw gubernatorskich przeszła w ręce rządu kolonii. Browne upierał się jednak, aby nadal to on kontrolował kwestie związane z Maorysami. Gubernator dopiął swego, ale następnie prowadził te sprawy tak nieudolnie, m.in. naruszając postanowienia traktatu Waitangi, że relacje ze rdzenną ludnością Nowej Zelandii pogorszyły się na tyle, iż doszło do wznowienia wojen maoryskich. W maju 1861 brytyjski minister ds. kolonii podjął decyzję o jego dymisji, uznając, że mimo dobrych intencji popełnił liczne błędy. 

#### Tasmania i Bermudy
Pomimo negatywnej oceny jego urzędowania w Nowej Zelandii, nie został wydalony ze służby kolonialnej, a jedynie przeniesiony na nieco spokojniejsze stanowisko gubernatora Tasmanii. Browne był całkowicie pogodzony z faktem, że realną władzę w kolonii sprawuje jej autonomiczny rząd, któremu on nie powinien przeszkadzać, dzięki czemu uzyskał na Tasmanii sporą popularność, skupiając się na inicjatywach związanych z rozwojem oświaty czy gospodarki. Pod koniec kadencji był jednakże oskarżany o nepotyzm. W 1868 powrócił do Anglii i przeszedł na emeryturę, którą przerwał w latach 1870-1871, kiedy to poproszono go o tymczasowe przejęcie zarządu nad Bermudami. Zmarł w kwietniu 1887, przeżywszy 79 lat. 

## Odznaczenia
W 1843 otrzymał Order Łaźni najniższej klasy kawaler. W 1869 otrzymał Order św. Michała i św. Jerzego klasy Rycerz Komandor, co pozwoliło mu dopisywać przed nazwiskiem tytuł Sir.